# Belgia na Zimowych Igrzyskach Olimpijskich 2010

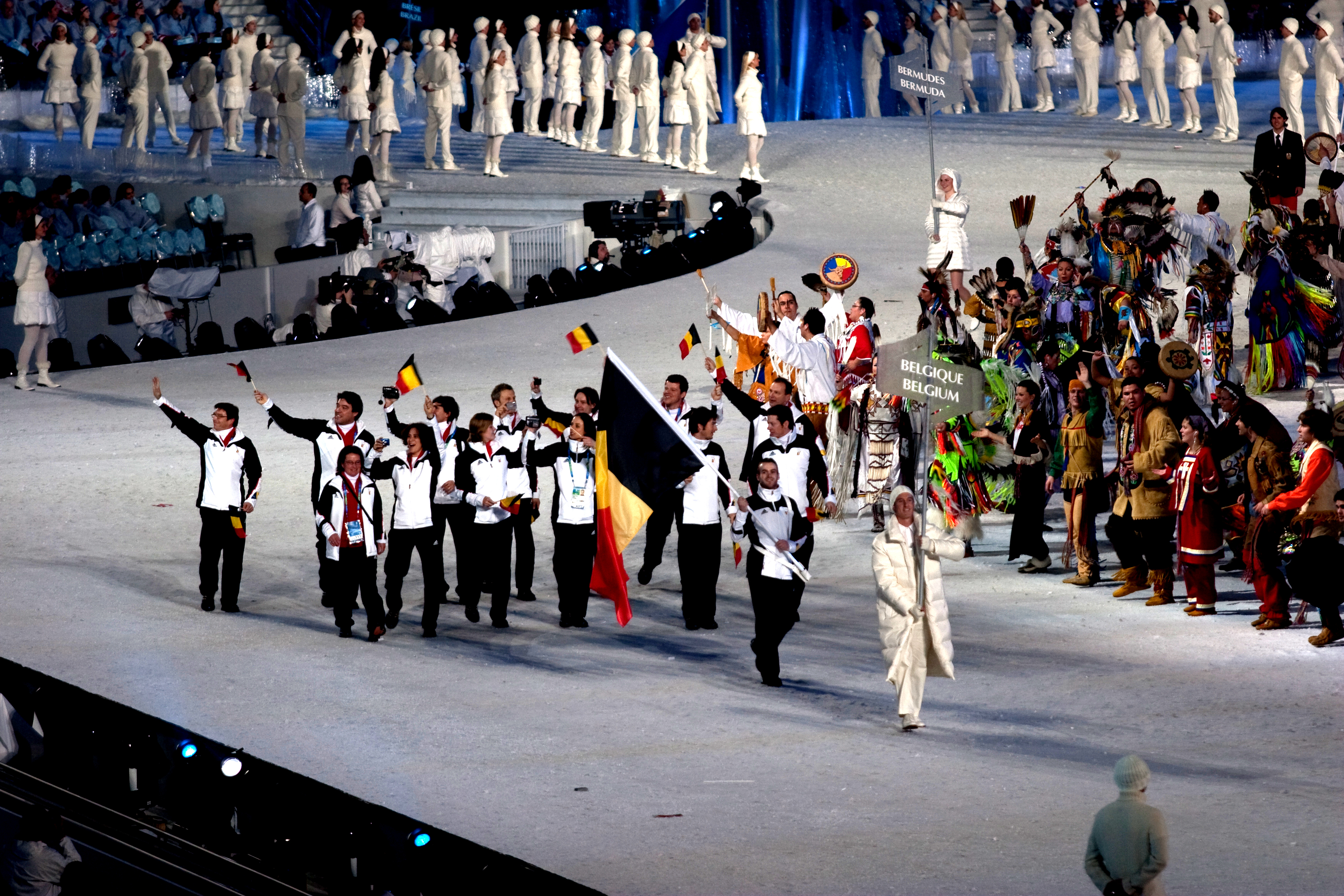
Reprezentacja Belgii podczas ceremonii otwarcia igrzysk olimpijskich w Vancouver

Belgia na Zimowych Igrzyskach Olimpijskich 2010 – występ kadry sportowców reprezentujących Belgię na igrzyskach olimpijskich w Vancouver w 2010 roku.
Reprezentacja liczyła ośmioro sportowców – czterech mężczyzn i cztery kobiety. Wystąpili oni w ośmiu konkurencjach w czterech dyscyplinach sportowych – bobslejach, łyżwiarstwie figurowym, narciarstwie alpejskim i short tracku. Reprezentanci Belgii nie zdobyli żadnego medalu w Vancouver. Najlepszym rezultatem było dziewiąte miejsce Pietera Gysela w biegu na 1500 m w short tracku.
Rolę chorążego reprezentacji podczas ceremonii otwarcia igrzysk pełnił panczenista Kevin Van Der Perren, a podczas ceremonii zamknięcia Pieter Gysel. Najmłodszą zawodniczką w kadrze była bobsleistka Elfje Willemsen, która w dniu otwarcia igrzysk miała 25 lat i 43 dni. Z kolei najstarszym był alpejczyk Jeroen van den Bogaert – 30 lat i 349 dni.
Był to 19. występ reprezentacji Belgii na zimowych igrzyskach olimpijskich i 44. start olimpijski, wliczając w to letnie występy.

## Wyniki

### Bobsleje
| Konkurencja   | Zawodnik                       | Zjazd 1 | Zjazd 1 | Zjazd 2 | Zjazd 2 | Zjazd 3 | Zjazd 3 | Zjazd 4 | Zjazd 4 | Łącznie | Łącznie |
| Konkurencja   | Zawodnik                       | Czas    | Miejsce | Czas    | Miejsce | Czas    | Miejsce | Czas    | Miejsce | Czas    | Miejsce |
| ------------- | ------------------------------ | ------- | ------- | ------- | ------- | ------- | ------- | ------- | ------- | ------- | ------- |
| Dwójki kobiet | Eva Willemarck Elfje Willemsen | 54,27   | 15.     | 54,40   | 15.     | 54,64   | 15.     | 54,17   | 14.     | 3:37,48 | 14.     |

### Łyżwiarstwo figurowe
| Konkurencja | Zawodnik             | Program krótki | Program krótki | Program dowolny | Program dowolny | Łącznie | Łącznie |
| Konkurencja | Zawodnik             | Punkty         | Miejsce        | Punkty          | Miejsce         | Punkty  | Miejsce |
| ----------- | -------------------- | -------------- | -------------- | --------------- | --------------- | ------- | ------- |
| Soliści     | Kevin Van Der Perren | 72,90          | 12.            | 116,94          | 17.             | 189,84  | 17.     |
| Solistki    | Isabelle Pieman      | 46,10          | 25.            | NQ              | NQ              | 46,10   | 25.     |

### Narciarstwo alpejskie
| Konkurencja     | Zawodnik               | Zjazd 1 | Zjazd 1 | Zjazd 2 | Zjazd 2 | Łącznie | Łącznie |
| Konkurencja     | Zawodnik               | Czas    | Miejsce | Czas    | Miejsce | Czas    | Miejsce |
| --------------- | ---------------------- | ------- | ------- | ------- | ------- | ------- | ------- |
| Slalom kobiet   | Karen Persyn           | 54,09   | 33.     | 53,87   | 23.     | 1:47,96 | 27.     |
| Slalom mężczyzn | Bart Mollin            | DNF     | DNF     | NQ      | NQ      | DNF     | DNF     |
| Slalom mężczyzn | Jeroen van den Bogaert | 53,99   | 42.     | 54,57   | 29.     | 1:48,56 | 34.     |

### Short track
| Konkurencja             | Zawodnik     | Kwalifikacje | Kwalifikacje | Ćwierćfinał | Ćwierćfinał | Półfinał | Półfinał | Finał    | Finał   | Miejsce |
| Konkurencja             | Zawodnik     | Czas         | Pozycja      | Czas        | Pozycja     | Czas     | Pozycja  | Czas     | Pozycja | Miejsce |
| ----------------------- | ------------ | ------------ | ------------ | ----------- | ----------- | -------- | -------- | -------- | ------- | ------- |
| Bieg na 500 m mężczyzn  | Pieter Gysel | 42,443       | 2. Q         | 41,980      | 4. nq       | NQ       | NQ       | NQ       | NQ      | 15.     |
| Bieg na 1000 m mężczyzn | Pieter Gysel | 1:25,613     | 3. nq        | NQ          | NQ          | NQ       | NQ       | NQ       | NQ      | 19.     |
| Bieg na 1500 m mężczyzn | Pieter Gysel | 2:18,560     | 2. Q         | —           | —           | 2:16,249 | 4. QB    | 2:18,773 | 3.      | 9.      |